# Mercedes-Benz Classe GLS
Pour les articles homonymes, voir GLS.
Pour un article plus général, voir Liste des véhicules Mercedes-Benz.
Le Mercedes-Benz Classe GLS est une gamme d'automobile SUV de prestige du constructeur allemand Mercedes-Benz. Dérivée de la Classe S Type 222, elle est lancée en 2016 (Type 166) puis un second modèle arrive fin 2019 (Type 167).

## Historique
En 2015, la marque allemande revoit de fond en comble les appellations de ses SUV grâce au concept Vision G-Code. Ces véhicules tout-terrain adoptent un nom "GL" accolé avec la lettre provenant de la même catégorie que les berlines (exemple : Le Mercedes-Benz GLA dérive de la Classe A). Le GL est restylé  et renommé afin de coller à la nouvelle nomenclature des SUV Mercedes-Benz et s'inspirer de la dernière Classe S et deviendra le GLS. Sa présentation se tient du 17 au 29 novembre 2015 au Salon de Los Angeles.
La Classe GLS de Mercedes-Benz, se décline en deux générations.

### Résumé de la Classe GLS
| Générations        | Production | Dérivés de chez Mercedes-Benz | Modèles similaires                                                                                       |
| ------------------ | ---------- | ----------------------------- | --- |
| X166 (2015 - 2019) |            |                               | BMW X7 ; Bentley Bentayga ; Lamborghini Urus ; Maserati Levante ; Porsche Cayenne ; Rolls-Royce Cullinan |
| X167 (2019 - ...)  |            |                               | |

### Avant la Classe GLS

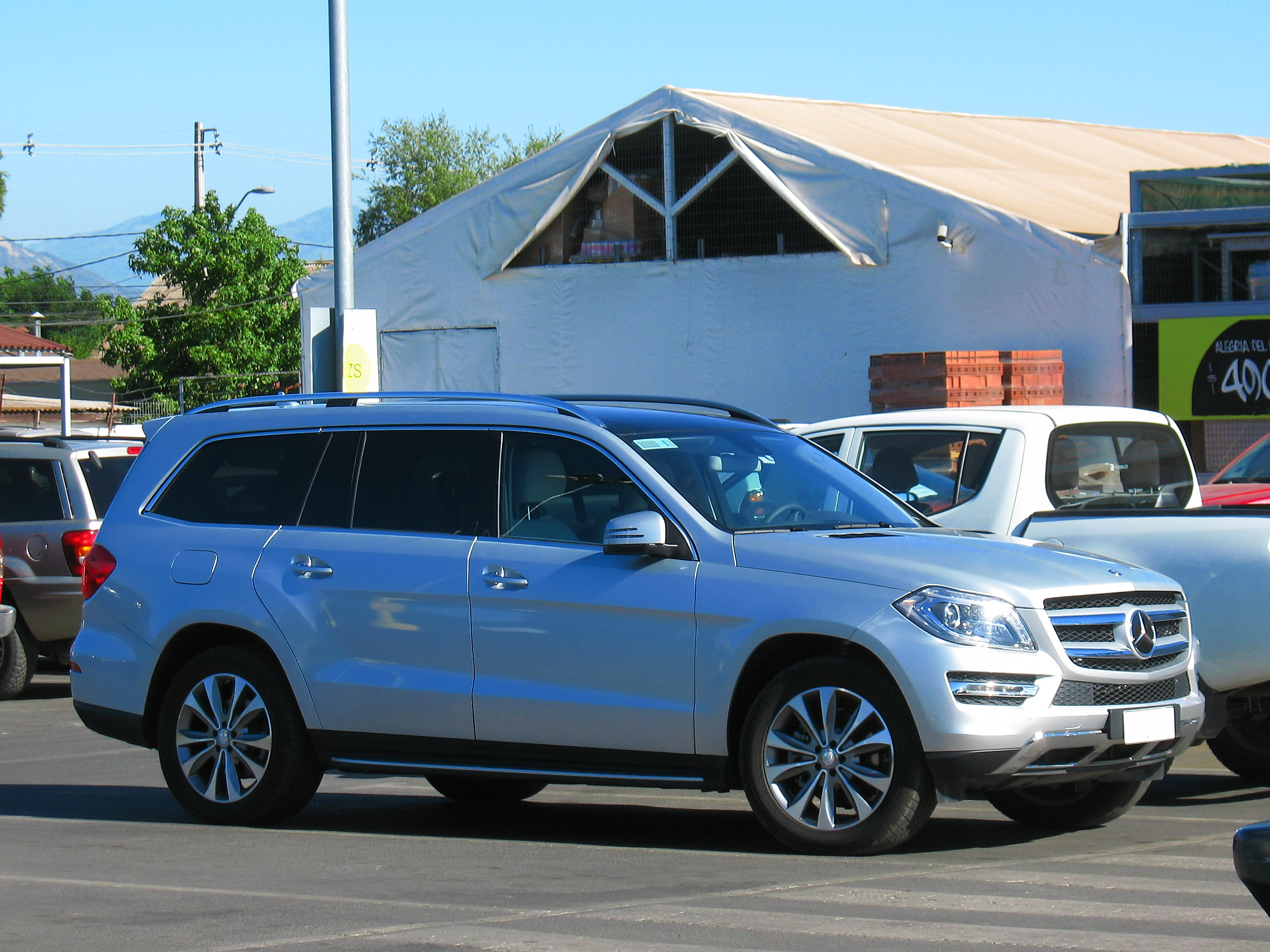
Classe GL.

- Mercedes-Benz Classe GL : SUV reposant sur la plate-forme de la Classe S.

## 1regénération - Type 166(2016 - 2019)
La Mercedes-Benz Classe GLS Type 166, premier modèle de la Classe GLS, dérive de la Mercedes-Benz Classe S W222. Elle est produite depuis 2016.

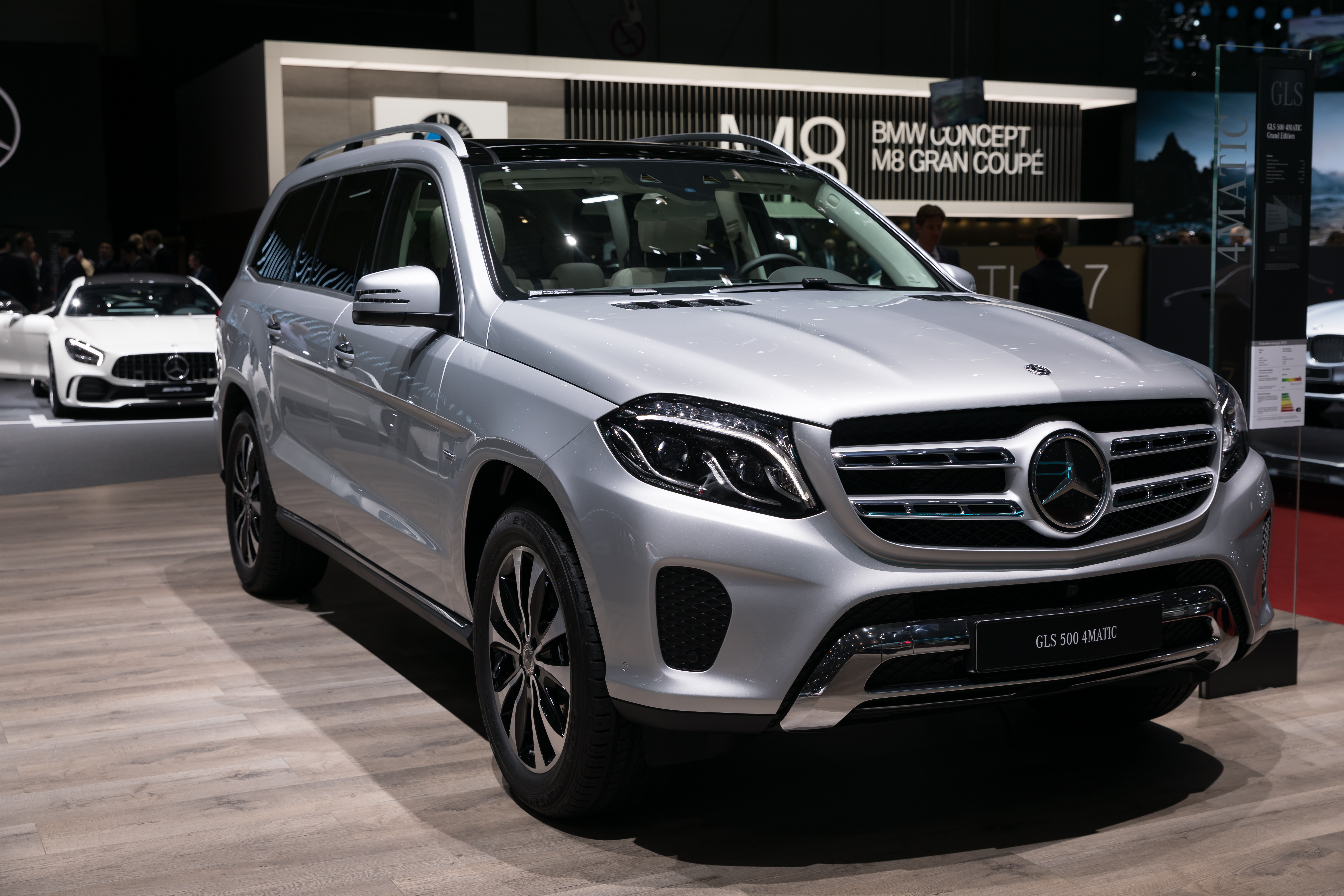
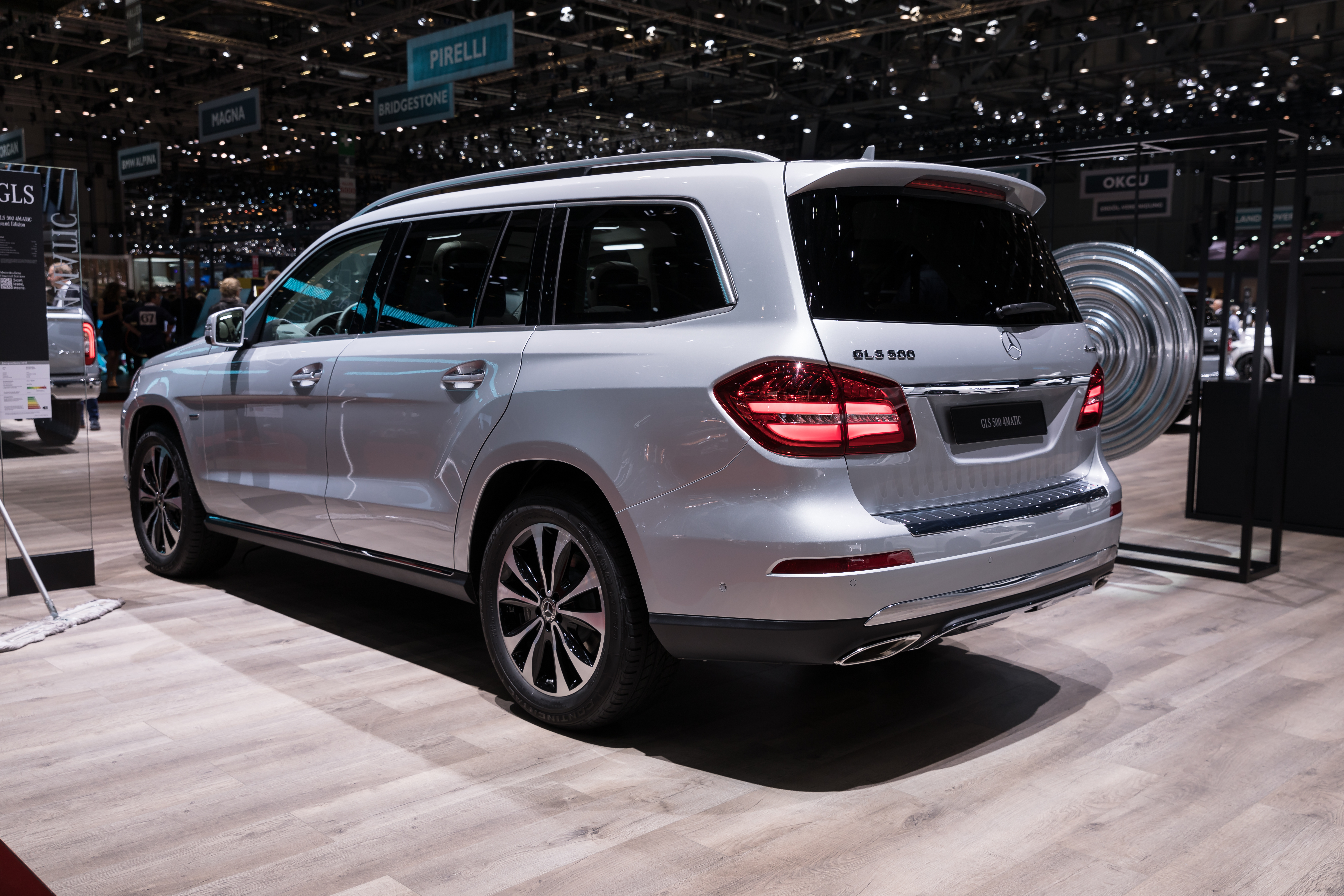
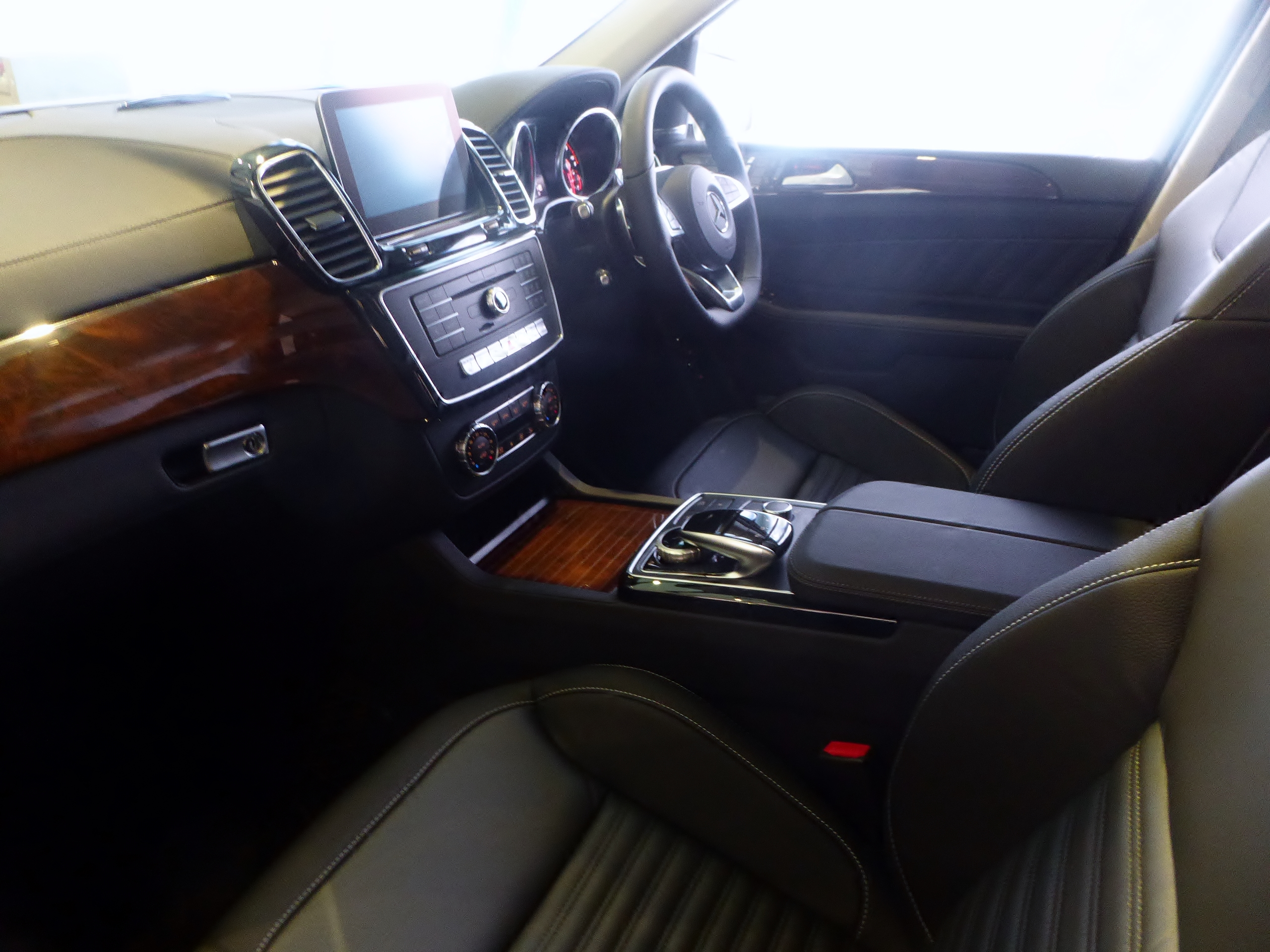

### Motorisations
|                        | 350d                     | 400                      | 450                      | 500                      | 63 AMG                   |
| ---------------------- | ------------------------ | ------------------------ | ------------------------ | ------------------------ | ------------------------ |
| Moteur                 | V6                       | V6                       | V6                       | V8                       | V8                       |
| Alimentation           | turbo                    | turbo                    | turbo                    | biturbo                  | biturbo                  |
| Puissance              | 258 ch                   | 333 ch                   | 362 ch                   | 455 ch                   | 585 ch                   |
| Norme environnementale | Euro 6                   | Euro 6                   | Euro 6                   | Euro 6                   | Euro 6                   |
| Transmission           | Intégrale                | Intégrale                | Intégrale                | Intégrale                | Intégrale                |
| Boîte de vitesses      | Automatique à 9 rapports | Automatique à 9 rapports | Automatique à 9 rapports | Automatique à 9 rapports | Automatique à 9 rapports |

Diesel :
- Mercedes-Benz GLS 350d

Essence :
- Mercedes-Benz GLS 400
- Mercedes-Benz GLS 450 (États-Unis)
- Mercedes-Benz GLS 500
- Mercedes-Benz GLS 63 AMG

### Versions spécifiques

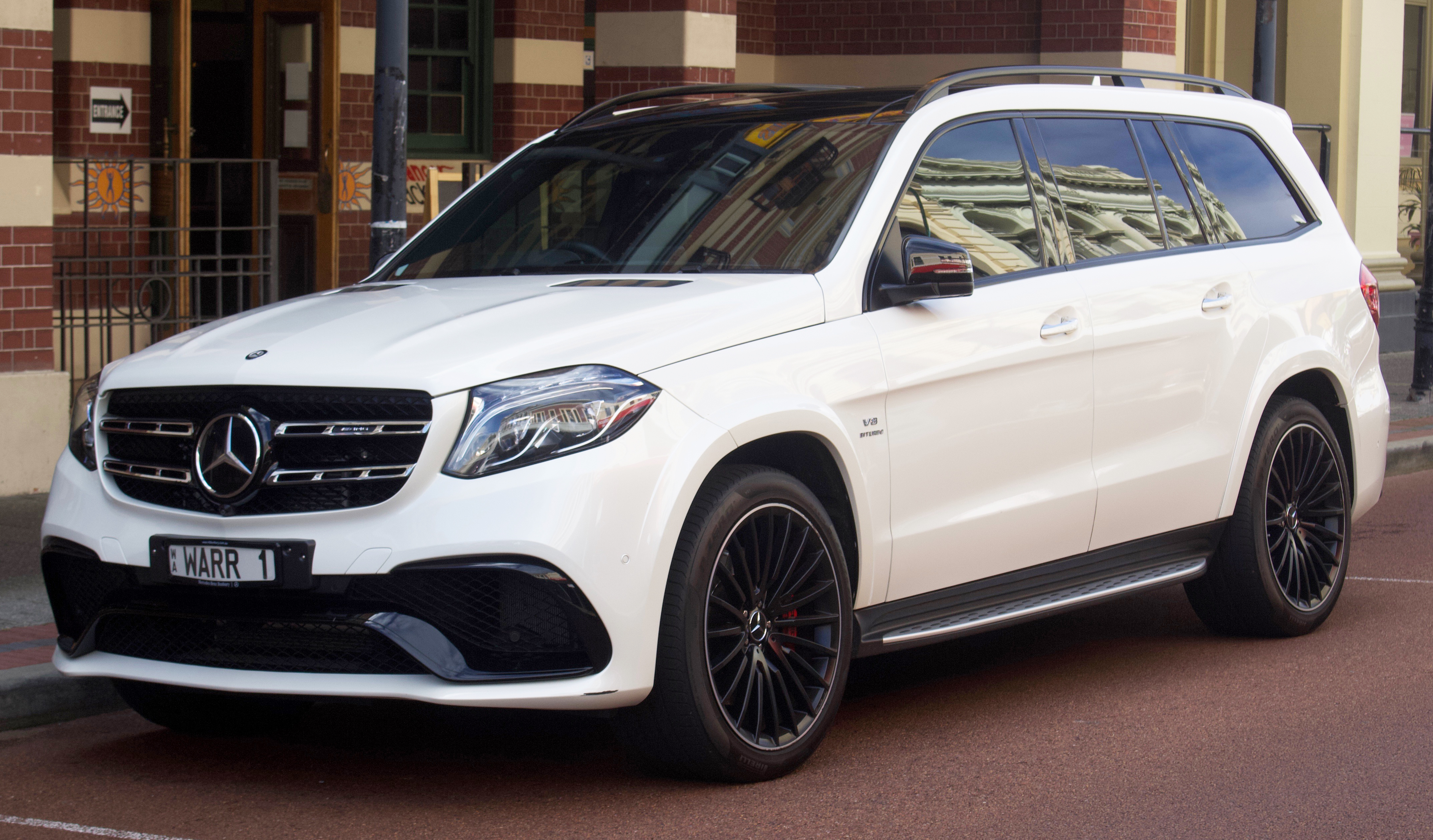
GLS 63 AMG.

- X166 - AMG : versions sportives de la Classe GLS.

## 2egénération - Type 167(2019 - ...)
La seconde génération de Classe GLS est présentée le 17 avril 2019 au salon de New York 2019.